# Gmina Varstu
Gmina Varstu (est. Varstu vald) – gmina wiejska w Estonii, w prowincji Võru.
W skład gminy wchodzi:
- Okręgi miejskie: Varstu
- 19 wsi: Harjuküla, Hintsiko, Kangsti, Krabi, Kõrgepalu, Laurimäe, Liguri, Lüütsepa, Matsi, Metstaga, Mutemetsa, Paganamaa, Punsa, Pähni, Raudsepa, Soolätte, Tagakolga, Vana-Roosa, Viru.